# Élections législatives de 2012 en Corrèze
Les élections législatives françaises de 2012 se déroulent les 10 et 17 juin 2012. Dans le département de la Corrèze, deux députés sont à élire dans le cadre de deux circonscriptions, soit une de moins que lors des législatures précédentes, en raison du redécoupage électoral.

## Élus
|   | Circonscription | Député sortant     |  | Parti | Député élu ou réélu |                | Parti          |
| - | --------------- | ------------------ |  | ----- | ------------------- | -------------- | -------------- |
| ≠ | 1re             | François Hollande  |  | PS    | Sophie Dessus       |                | PS             |
| ≠ | 2e              | Philippe Nauche    |  | PS    | Philippe Nauche     |                | PS             |
| – | 3e              | Jean-Pierre Dupont |  | UMP   | Siège supprimé      | Siège supprimé | Siège supprimé |

## Impact du redécoupage territorial
Du fait de l'importante sur-représentation de la Corrèze à l'Assemblée Nationale, le redécoupage électoral de 2010 fait perdre à la Corrèze une de ses trois circonscriptions. La Corrèze ne possède donc plus que deux circonscriptions.
La disparition de la 3e circonscription peut être vue comme une fusion avec la 1re, qui perd les cantons de Beaulieu-sur-Dordogne, Beynat, Juillac, Lubersac, Mercœur et de Saint-Privat, lesquels vont à la 2e.

## Résultats

### Résultats à l'échelle du département
| Parti          | Parti                             | Premier tour | Premier tour | Second tour | Second tour | Sièges |  |
| Parti          | Parti                             | Voix         | %            | Voix        | %           | Sièges |  |
| -------------- | --------------------------------- | ------------ | ------------ | ----------- | ----------- | ------ |  |
|                | Parti socialiste                  | 60 057       | 49,06        | 33 193      | 58,96       | 2      |  |
|                | Europe Écologie Les Verts         | 2 154        | 1,76         |             |             | 0      |  |
|                | Majorité présidentielle           | 62 211       | 50,82        | 33 193      | 58,96       | 2      |  |
|                |                                   |              |              |             |             |        |  |
|                | Union pour un mouvement populaire | 35 623       | 29,10        | 23 100      | 41,04       | 0      |  |
|                | Nouveau centre                    | 588          | 0,48         |             |             | 0      |  |
|                | Divers droite dont DLR et PCD     | 430          | 0,35         | 0           |             |        |  |
|                | Droite parlementaire              | 36 641       | 29,93        | 23 100      | 41,04       | 0      |  |
|                |                                   |              |              |             |             |        |  |
|                | Front de gauche                   | 10 699       | 8,74         |             |             | 0      |  |
|                | Front national                    | 9 906        | 8,09         | 0           |             |        |  |
|                | Mouvement démocrate               | 1 268        | 1,04         | 0           |             |        |  |
|                | Divers écologiste dont AÉI et MÉI | 793          | 0,65         | 0           |             |        |  |
|                | Lutte ouvrière                    | 539          | 0,44         | 0           |             |        |  |
|                | Divers                            | 362          | 0,30         | 0           |             |        |  |
|                |                                   |              |              |             |             |        |  |
| Inscrits       | Inscrits                          | 186 518      | 100,00       | 91 923      | 100,00      | 2      |  |
| Abstentions    | Abstentions                       | 61 561       | 33,01        | 33 364      | 36,3        |        |  |
| Votants        | Votants                           | 124 957      | 66,99        | 58 559      | 63,7        |        |  |
| Blancs et nuls | Blancs et nuls                    | 2 538        | 2,03         | 2 266       | 3,87        |        |  |
| Exprimés       | Exprimés                          | 122 419      | 97,97        | 56 293      | 96,13       |        |  |

### Résultats par circonscription

#### Première circonscription (Tulle)
|                | Sophie Dessus élue    | PS             | 33 247 | 51,45  |  |  |  |
|                | Michel Paillassou     | UMP            | 17 875 | 27,66  |  |  |  |
|                | Christian Audouin     | FG (PCF) (NPA) | 6 695  | 10,36  |  |  |  |
|                | Nicole Daccord        | RBM (FN)       | 4 491  | 6,95   |  |  |  |
|                | Ève Aldridge          | EÉLV           | 963    | 1,49   |  |  |  |
|                | Michèle Mounier       | NC             | 588    | 0,91   |  |  |  |
|                | Alain Cruzel          | AÉI            | 338    | 0,52   |  |  |  |
|                | Marie-Thérèse Coinaud | LO             | 265    | 0,41   |  |  |  |
|                | Didier Poyer          | MÉI            | 155    | 0,24   |  |  |  |
|                |                       |                |        |        |  |  |  |
| Inscrits       | Inscrits              | Inscrits       | 94 582 | 100,00 |  |  |  |
| Abstentions    | Abstentions           | Abstentions    | 28 701 | 30,35  |  |  |  |
| Votants        | Votants               | Votants        | 65 881 | 69,65  |  |  |  |
| Blancs et nuls | Blancs et nuls        | Blancs et nuls | 1 264  | 1,92   |  |  |  |
| Exprimés       | Exprimés              | Exprimés       | 64 617 | 98,08  |  |  |  |

#### Deuxième circonscription (Brive-la-Gaillarde)
| Candidat       | Candidat                      | Parti          | Premier tour | Premier tour | Second tour | Second tour |  |
| Candidat       | Candidat                      | Parti          | Voix         | %            | Voix        | %           |  |
| -------------- | ----------------------------- | -------------- | ------------ | ------------ | ----------- | ----------- |  |
|                | Philippe Nauche sortant réélu | PS             | 26 810       | 46,39        | 33 193      | 58,96       |  |
|                | Pascal Coste                  | PRV (UMP)      | 17 748       | 30,71        | 23 100      | 41,04       |  |
|                | Alain Balsmisse               | RBM (FN)       | 5 405        | 9,35         |             |             |  |
|                | Éric Coquerel                 | FG (PG) (PCF)  | 4 004        | 6,93         |             |             |  |
|                | Jean-Claude Deschamps         | CpF (MoDem)    | 1 268        | 2,19         |             |             |  |
|                | Daniel Freygefond             | EÉLV           | 1 191        | 2,06         |             |             |  |
|                | Claire Roborel de Climens     | MPF            | 430          | 0,74         |             |             |  |
|                | Jean-Pierre Grau              | Divers         | 362          | 0,63         |             |             |  |
|                | Claude Jarry des Loges        | AÉI            | 300          | 0,52         |             |             |  |
|                | Bruno Ratié                   | LO             | 274          | 0,47         |             |             |  |
|                |                               |                |              |              |             |             |  |
| Inscrits       | Inscrits                      | Inscrits       | 91 937       | 100,00       | 91 923      | 100,00      |  |
| Abstentions    | Abstentions                   | Abstentions    | 32 861       | 35,74        | 33 364      | 36,3        |  |
| Votants        | Votants                       | Votants        | 59 076       | 64,26        | 58 559      | 63,7        |  |
| Blancs et nuls | Blancs et nuls                | Blancs et nuls | 1 284        | 2,17         | 2 266       | 3,87        |  |
| Exprimés       | Exprimés                      | Exprimés       | 57 792       | 97,83        | 56 293      | 96,13       |  |